# اکریسون مکولاتوم
اکریسون مَکولاتوم یک گونه سوسک از خانوادهٔ سوسک‌های شاخک‌دراز و از زیرخانوادهٔ شاخک‌درازیان است. هرمان بورمایستر در سال ۱۸۶۵ این گونه را توصیف و بررسی کرده‌است. این گونه در جنوب شرقی برزیل، پاراگوئه، آرژانتین، اروگوئه و بولیوی یافت شده‌است.